# Yorkville (Manhattan)

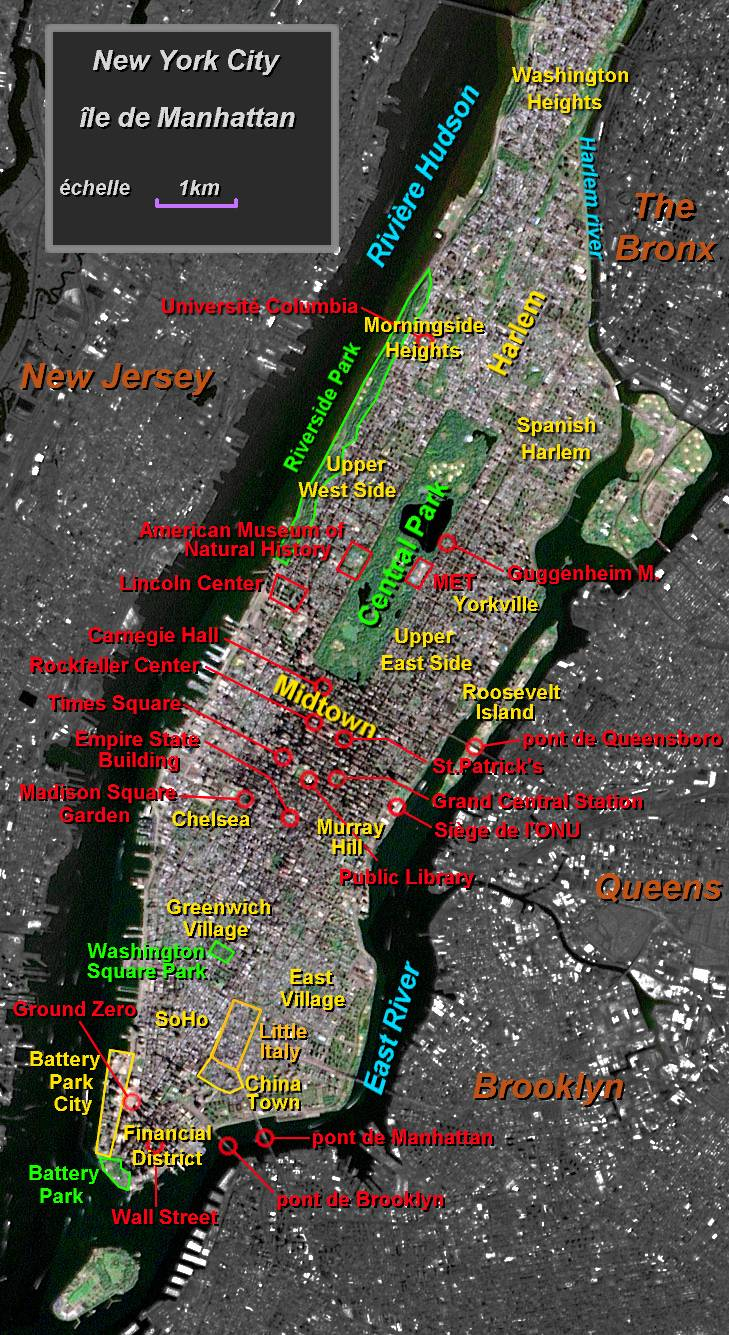
Stadtviertel in Manhattan

Yorkville ist ein Viertel auf der Upper East Side im Stadtbezirk Manhattan, New York City. Yorkville gehört zu den wohlhabendsten Vierteln der Stadt.

## Lage
Die Grenzen von Yorkville bilden der East River im Osten, die Third Avenue im Westen und die 96th Street im Norden. Die südliche Grenze liegt auf der East 77th Street zu Lenox Hill.

## Geschichte

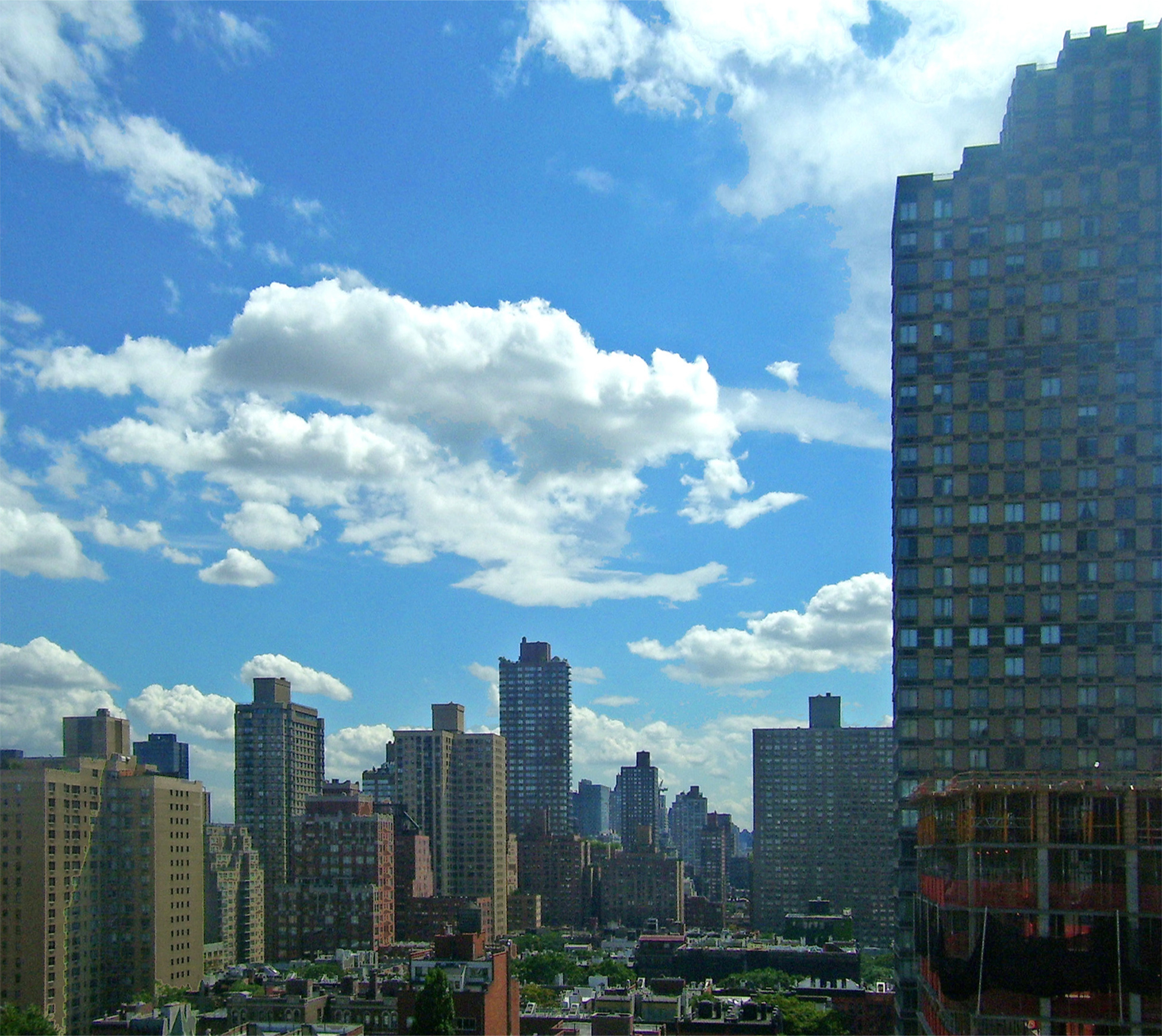
Ein Teil von Yorkville im Osten der 86th Street zwischen der Second und Third Avenue

Die Entwicklung der Gegend von einem abseits gelegenen Vorort zu einem zentralen Quartier Manhattans begann in den 1860er Jahren. Die 1878 gebaute Hochbahn auf der Third Avenue erschloss das Gebiet und wirkte zugleich als Grenze zwischen dem kleinbürgerlich-mittelständischen Yorkville und den westlich angrenzenden, vornehmeren Teilen der Upper East Side bis zum Central Park.
Ab 1880 wurde Yorkville zur bevorzugten Wohngegend für deutschstämmige Einwanderer. Das Viertel übernahm die Rolle eines „Kleindeutschland“ von der auf der Lower East Side gelegenen Gegend um den Tompkins Square. Der Trend zur Abwanderung aus den dortigen, schlechteren Wohnverhältnissen nach Yorkville war um 1900 in vollem Gange. Den letzten Anstoß für die Etablierung von Yorkville als Zentrum deutscher Bewohner in Manhattan gab 1904 der Untergang des Dampfers General Slocum auf dem East River. Unter den mehr als 1.000 Toten befanden sich viele Mitglieder der deutsch-lutherischen St. Mark’s Church, dem gesellschaftlichen Rückgrat des alten „Kleindeutschland“. Viele Überlebende verließen nach dem Unglück das alte Viertel.
Zum Zentrum von Yorkville entwickelte sich die 86th Street, eine der großen zweispurigen Ost-West Straßen in Manhattan, die den Beinamen „German Broadway“ erhielt. Deutsche Kirchen, Theater, Vereine und Restaurants vermittelten den Bewohnern ein Stück alte Heimat. In den Blocks südlich der 86th Street wohnten im Jahre 1890 ca. 80.000 in Deutschland geborene Neu-New Yorker. Allerdings war Yorkville zu keiner Zeit so deutsch geprägt, wie es zuvor die Gegend um den Tompkins Square gewesen war. Zum einen zählte auch eine große Zahl anderer Nationen zur Wohnbevölkerung von Yorkville, namentlich Einwanderer aus Ungarn und Böhmen, aber auch aus Irland. Zum anderen ging die Einwanderung aus Deutschland Ende des 19. Jahrhunderts stark zurück, es fehlte daher der stete Zustrom, der es etwa den italienischen Vierteln New Yorks lange Zeit ermöglichte, eine eigene Identität zu wahren. Schließlich bewirkte der Erste Weltkrieg mit dem Kriegseintritt der USA 1917, dass „Deutsch“ mit dem Land und der Sprache des Feindes verbunden war, was für die deutschstämmigen Einwanderer einen verstärkten Assimilationsdruck bedeutete. Zudem reduzierte der allgemeine Trend zum Umzug in die Vororte die Bevölkerung in Manhattan; schon 1930 lebten die meisten deutschen Familien im Stadtteil Queens.
Die Emigration deutscher Flüchtlinge in der Zeit des Nationalsozialismus brachte Yorkville nur vorübergehend etwas von seinem alten Charakter zurück. Viele Emigranten aus Deutschland und Österreich suchten eine Bleibe im Bereich zwischen Lexington Avenue und East End Aventue etwa auf der Höhe der 76th Street bis zur 86th Street, und das Viertel bekam den Spitznamen „Cincinnati“, weil es vorkam, dass Bekannte, die einander auf der Flucht und in der Emigration aus den Augen verloren hatten, sich mit dem überraschten Ausruf wiederbegegneten: „Sind Sie net die Frau Schmid aus Frankfurt?!“ Der Abbau der Hochbahn auf der Third Avenue Mitte der 1950er Jahre beseitigte die „natürliche“ Grenze des Viertels, vielgeschoßige Apartmenthäuser zerstörten die geschlossene Optik der alten Blockbebauung.

## Deutsche Spuren in Yorkville
An ein deutsches Viertel erinnert heute in Yorkville nur noch wenig. Am East River auf Höhe der 86th Street befindet sich der Carl Schurz Park, benannt nach einem der erfolgreichsten deutschen Einwanderer, dem rheinischen „1848“-Revolutionär und späteren US-Senator Carl Schurz.

### Geschäfte und Lokale
Vereinzelt finden sich noch Geschäfte und Lokale, die mit deutschen Produkten werben und von denen das Feinkostgeschäft Schaller & Weber an der Second Avenue das bekannteste ist.

### Kirchen und Gemeindehäuser
In der German Ev. Lutheran Zion St. Mark’s Church in der 84th Street werden noch deutschsprachige Gottesdienste abgehalten, ebenso wie in der katholischen St. Joseph’s, Yorkville, in der 87th Street (dort hielt Papst Benedikt XVI bei seinem USA-Besuch im April 2008 eine ökumenische Gebetszeit). In der 88th Street befindet sich das Kolpinghaus der Catholic Kolping Society New York.
Das „Haus der Adventhoffnung“, 111 East 87th Street, trägt bis heute über den Eingangsportal der Kirche die deutsche Bezeichnung „Haus der Adventhoffnung“ und „Siebenten Tags Adventisten Kirche“. Der Sakralbau wurde 1957 errichtet, ein Vorgängerbau wurde 1949 durch Brand zerstört.

### Kulturelle Einrichtungen / Museen
Das deutsche Goethe-Institut hatte bis 2009 auf Höhe der 83rd Street sein New Yorker Büro im Goethe-Haus (New York).
Die Neue Galerie, obgleich mit der Lage Ecke Fifth Avenue und 86th Street schon etwas außerhalb von Yorkville, wird dennoch heute als Zeugnis der Deutschen in New York betrachtet.

### Veranstaltungen / Events
Die Steubenparade, seit 1957 als festlicher Umzug deutschstämmiger Amerikaner abgehalten, führt von der Fifth Avenue hinauf bis zur 86th Street.

## Söhne und Töchter von Yorkville
- Henry Miller (1891–1980), US-amerikanischer Schriftsteller
- Bert Lahr (1895–1967), Schauspieler, Musicaldarsteller
- Marx Brothers (US-amerikanische Komikergruppe)